# Cooksonia
Cooksonia là một chi thực vật trên cạn nguyên thủy. Hoá thạch Cooksonia cổ nhất có niên đại từ khoảng giữa kỷ Silur (thế Wenlock); chi này tiếp tục là một bộ phận quan trọng của hệ thực vật cho tới cuối Devon sớm. Dù hoá thạch Cooksonia có mặt khắp nơi, hầu hết mẫu vật điển hình đến từ đảo Anh, nơi nó được phát hiện lần đầu năm 1937. Cooksonia là nhóm thực vật cổ nhất mà trong thân có mô mạch và do vậy là dạng chuyển tiếp giữa thực vật không mạch nguyên thủy và thực vật có mạch.
Cây nhỏ, cao chỉ vài cm, và có cấu trúc đơn giản. Chúng không có lá, bông hay rễ — dù có suy đoán rằng chúng mọc trên thân rễ không được lưu giữ trong hoá thạch. Thân cây rẽ nhánh vài lần. Mỗi nhánh có chóp là túi bào tử.